# K3 zoekt K3
K3 zoekt K3 was een Vlaams-Nederlands muziekprogramma op VTM en SBS6, dat van 4 september 2015 tot en met 6 november 2015 werd uitgezonden. In de talentenjacht werd gezocht naar drie nieuwe zangeressen voor in de meidengroep K3. Er schreven zich ruim 6000 meisjes uit Vlaanderen en Nederland in om lid te worden van de zanggroep. De selecties in de eerste afleveringen, en de shows van de laatste afleveringen van het programma werden opgenomen in de AED Studios in Lint.
Het programma werd gewonnen door Klaasje Meijer, Hanne Verbruggen en Marthe De Pillecyn.

## Concept
Aangezien Karen Damen, Kristel Verbeke en  Josje Huisman hadden aangegeven in 2015 uit elkaar te zullen gaan, werd een zoektocht georganiseerd naar drie nieuwe K3-leden. De talentenjacht was een groots opgezette show gepresenteerd door de Vlaamse presentator Niels Destadsbader en de Nederlandse presentator Gerard Joling.

## Selectie

### Preselectie
De audities werden de eerste vier afleveringen uitgezonden. In de preselectie moesten de meisjes voor de publieksjury verschijnen en een nummer van K3 zingen. De jury bestond uit kinderen, moeders, vaders en grootouders. Deze publieksjury besliste of een kandidate al dan niet voor de vakjury verscheen. Hiervoor moesten drie van de vier groepen drukken. De vakjury bestond uit Gert Verhulst, Karen Damen, Kristel Verbeke en Josje Huisman. Na het lied gaf de jury zijn mening. De kandidates moesten van minstens drie van de vier vakjuryleden een ja-stem krijgen om naar de volgende ronde te gaan. Er gingen uiteindelijk 26 meisjes door naar de volgende ronde.

### Bootcamp
De volgende twee afleveringen toonden de bootcamp. De jury werd hierbij aangevuld met Miguel Wiels. De meisjes werden eerst een dag naar de C-Mine in Genk gebracht. In de eerste aflevering van de bootcamp kregen de 26 overgebleven meisjes daar de nieuwe single van K3, genaamd 10.000 luchtballonnen, te horen. De meisjes kregen een uur om het nieuwe liedje voor te bereiden en daarna in duo's voor de jury voor te dragen. De elf kandidaten die de jury het minst konden overtuigen, vielen meteen af. De vijftien overgebleven meisjes werden met de K3-tourbus naar een villa in de Maasvallei bij Hoei gebracht, waar ze een tijdje met hulp van K3 en Studio 100 coaches opgeleid werden en opdrachten dienden uit te voeren. Ze moesten op het einde van de aflevering tonen wat ze geleerd hadden en ze moesten in groepjes van drie, die ze zelf gekozen hadden, een mogelijke K3 vormen en een, door K3 gekozen, liedje zingen met een bijpassende tekst, bijpassende outfits en bijpassende danspasjes. Voor het toonmoment kregen ze te horen dat maar negen meisjes doorgaan en dat er dus zes meisjes zullen afvallen na het toonmoment. Uiteindelijk bleek dat van deze zes afvallers er maar drie echt zijn afgevallen, de overige drie waren zo goed dat ze zelfs meteen naar de liveshows door mochten. In de tweede aflevering moeten de overgebleven meisjes een paar kinderen entertainen en ze moeten met Jacques Vermeire en Winston Post scènes naspelen uit Hallo K3!. Er vond ook een professionele fotosessie plaats en de meisjes gingen de muziekstudio in. Ze kregen les van Louis Talpe en ze traden op in de outfits van K3. Aan het eind van de tweede aflevering vielen nog twee meisjes af, wat betekende dat er tien meisjes meededen aan de liveshows.
Bootcamp-afvallers Danique van Roosmalen werd datzelfde jaar lid van meidengroep Frisz en Anouk de Pater in 2017 van Raak!. Beide groepen kunnen worden berekend tot dezelfde genre als K3.

## Liveshowkandidaten
Het betreft hier de leeftijd ten tijde van de eerste liveshow.
| Kandidaat          | Leeftijd | Uitkomst                         | Uitkomst                         |
| ------------------ | -------- | -------------------------------- | -------------------------------- |
| Hanne Verbruggen   | 21       | Winnaars                         | Opvolgster van Karen             |
| Marthe De Pillecyn | 19       | Winnaars                         | Opvolgster van Kristel           |
| Klaasje Meijer     | 20       | Winnaars                         | Opvolgster van Josje             |
| Jindra van Schaijk | 22       | Afgevallen in de finale          | Afgevallen in de finale          |
| Lauren De Ruyck    | 20       | Afgevallen in de finale          | Afgevallen in de finale          |
| Lisa Michels       | 25       | Afgevallen in de finale          | Afgevallen in de finale          |
| Demi Matenahoru    | 21       | Afgevallen in de derde liveshow  | Afgevallen in de derde liveshow  |
| Nora Gharib        | 21       | Afgevallen in de derde liveshow  | Afgevallen in de derde liveshow  |
| Suzan de Reus      | 21       | Afgevallen in de tweede liveshow | Afgevallen in de tweede liveshow |
| Laura Aussems      | 25       | Afgevallen in de eerste liveshow | Afgevallen in de eerste liveshow |

## Liveshows

### Week 1 (16 oktober)[2]
- Groepsnummer: "Zwaai Als Je Verliefd Bent"

In het begin van de aflevering kregen de kijkers al meteen te horen wie de wildcard gewonnen had. Dat wisten de kandidaten zelf al vanaf maandag. De wildcard ging naar Hanne, zij was dus meteen door naar de tweede liveshow. Ze mocht daarom het nummer "Ster" solo zingen.
De negen andere kandidaten moesten zichzelf nog bewijzen. Ze moesten in trio's van drie een bekende musicalhit van K3 brengen. De beste groep, gekozen door de jury en de kijkers mocht meteen door naar de tweede liveshow.
De trio's waren:
1. Suzan, Laura, Jindra - "Alice in Wonderland"
2. Lauren, Klaasje, Marthe - "De 3 biggetjes"
3. Demi, Nora, Lisa - "Toveren"

De tweede groep van Lauren,Klaasje en Marthe mocht meteen door naar de volgende show.
De zes overgebleven kandidaten moesten solo een Nederlandstalig nummer brengen, waarvan ze vinden dat het bij K3 past. De jury koos samen met de kijkers welke vijf kandidaten naar de volgende show mochten en wie er afviel.
Bij deze opdracht werd Laura uitgeschakeld.

### Week 2 (23 oktober)[5]
- Groepsnummer: "Hallo K3"

De negen andere kandidaten werden in nieuwe trio's opgedeeld. Deze keer was de opdracht om een bestaand K3-liedje in een nieuw jasje te brengen.
De trio's waren:
1. Lisa, Klaasje, Nora - "Drums Gaan Boem"
2. Marthe, Suzan, Demi - "I Love You Baby"
3. Lauren, Jindra, Hanne - "Verliefd"

De  derde en laatste groep mocht meteen door naar de volgende show.
De zes overgebleven kandidaten moesten solo een K3-lied brengen dat bij hen zelf past. De jury koos samen met de kijkers welke vijf kandidaten naar de volgende show mochten en wie er afviel. Bij deze opdracht werd Suzan uitgeschakeld.

### Week 3 (30 oktober)[7]
- Groepsnummer: "Alle Kleuren"

De acht andere kandidaten werden in vier duo's opgedeeld. Deze keer was de opdracht om met een gastartiest op te treden.
De duo's waren:
1. Lauren, Klaasje featuring Janieck Devy - "Reality"[8]
2. Marthe, Jindra featuring Álvaro Soler - "El Mismo Sol (Under the same Sun)"[8]
3. Demi, Hanne featuring R. City - "Locked Away"[8]
4. Nora, Lisa featuring Koen Wauters - "Say Something"[8]

Het eerste duo mocht meteen door naar de finale.
De zes overgebleven kandidaten moesten solo een K3-lied brengen dat door de kijkers thuis was gekozen. De jury koos samen met de kijkers welke vier kandidaten naar de finale mochten en wie er afviel. Bij deze opdracht werden Nora en Demi uitgeschakeld.

### Finale
Nog voor de eigenlijke wedstrijd begon, gaven Josje, Kristel en Karen hun laatste live optreden op televisie. 
Vervolgens werden de zes meisjes aan de kijker voorgesteld met hun nieuwe haarkleuren: Hanne en Lisa hadden rood haar, Marthe en Lauren zwart haar en Klaasje en Jindra hadden blond haar. Meisjes met dezelfde haarkleur waren elkaars tegenstander en konden niet meer samen in de nieuwe K3. Hierdoor zijn er met deze 6 kandidaten nog 8 groepsmogelijkheden over. Elk groepje bracht een K3-liedje waarna drie groepen afvielen.
1. Lauren, Klaasje, Lisa
2. Marthe, Jindra, Hanne
3. Lauren, Klaasje, Hanne
4. Marthe, Jindra, Lisa
5. Lauren, Jindra, Lisa
6. Marthe, Klaasje, Hanne
7. Lauren, Jindra, Hanne
8. Marthe, Klaasje, Lisa

De overige vijf brachten elk een gloednieuw K3-nummer waarna opnieuw gestemd werd. (Dikgedrukt welke groepen door mochten) Uiteindelijk vormden Hanne Verbruggen, Klaasje Meijer en Marthe De Pillecyn de nieuwe K3.

## Kijkcijfers
| Aflevering   | Datum             | Kijkcijfers VTM | Kijkcijfers SBS6                  | Marktaandeel VTM | Marktaandeel SBS6         |
| ------------ | ----------------- | --------------- | --------------------------------- | ---------------- | ------------------------- |
| Audities 1   | 4 september 2015  | 1.118.000       | 955.000                           | 45,8%            | 16,6%                     |
| Audities 2   | 11 september 2015 | 964.369         | 912.000                           | ?%               | 15%                       |
| Audities 3   | 18 september 2015 | 924.292         | 989.000                           | 50%              | 16%                       |
| Audities 4   | 25 september 2015 | 999.580         | 450.000                           | ?%               | 7%                        |
| Bootcamp 1   | 2 oktober 2015    | 1.101.582       | 556.000                           | 55,4%            | ?%                        |
| Bootcamp 2   | 9 oktober 2015    | 1.195.328       | 690.000                           | ?%               | ?%                        |
| Liveshow 1   | 16 oktober 2015   | 1.144.924       | 746.000                           | 53,5%            | 11%                       |
| Liveshow 2   | 23 oktober 2015   | 1.067.651       | 855.000                           | ?%               | 11,7%                     |
| Halve Finale | 30 oktober 2015   | 1.117.021       | 808.000                           | 46,5%            | 11,7%                     |
| Finale       | 6 november 2015   | 1.730.532       | 1.255.000 (ontknoping: 1.892.000) | 63,4%            | 17,5% (ontknoping: 32,0%) |